# Laxtjärnen (Arvidsjaurs socken, Lappland, 730369-168086)
Laxtjärnen är en sjö i Arvidsjaurs kommun i Lappland och ingår i Piteälvens huvudavrinningsområde. Sjöns area är 0,05 kvadratkilometer och den är belägen 471 meter över havet.